# Luca 16
Luca 16 este al șaisprezecelea capitol al Evangheliei după Luca din Noul Testament al Bibliei creștine. El conține unele învățături și parabole ale lui Isus Hristos, printre care și faimoasa pildă a „omului bogat și a săracului Lazăr”. Cartea care conține acest capitol este anonimă, dar tradiția creștină timpurie consideră în mod uniform că Luca este cel care a scris această evanghelie, precum și Faptele Apostolilor.

## Text
Textul original a fost scris în limba greacă koine. Acest capitol este împărțit în 31 de versete.

### Mărturii textuale
Cele mai vechi manuscrise timpurii care conțin acest capitol sunt:
- Papirus 75 (175-225 d.Hr.)
- Codex Vaticanus (325-350)
- Codex Sinaiticus (330-360)
- Codex Bezae (~ 400)
- Codex Washingtonianus (~ 400)
- Codex Alexandrinus (400-440)

## Pilda iconomului nedrept

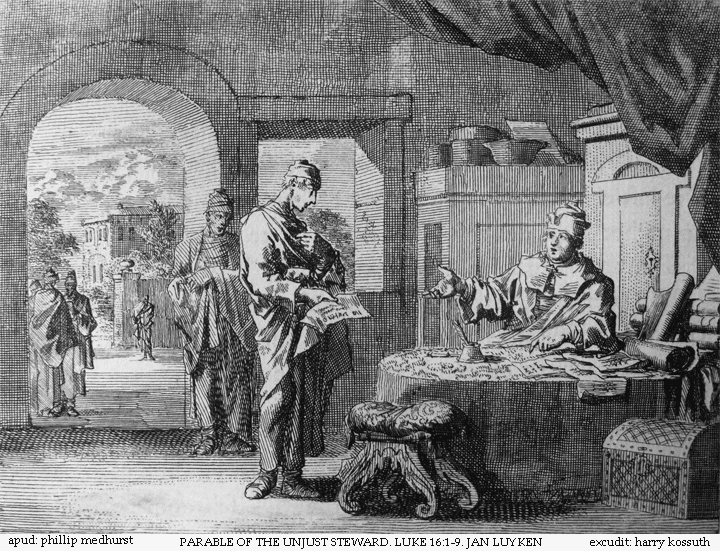
Jan Luyken gravează pilda iconomului nedrept, Biblia Bowyer.

Această parabolă a lui Isus apare în Evanghelia după Luca (Luca 16:1-13) , dar nu și în celelalte evanghelii canonice ale Noului Testament. Ea relatează povestea unui iconom (administrator) care este pe cale să fie destituit, dar caută să intre în grațiile datornicilor stăpânului său, iertându-le o parte din datorii. Noua Versiune Internațională a Bibliei numește această poveste „parabola administratorului șiret”. Această pildă a provocat neînțelegere, deoarece Isus pare să laude comportamentul necinstit. Versetul 16:13 conține una dintre cele mai cunoscute învățături ale lui Isus:
Nici o slugă nu poate să slujească la doi stăpâni. Fiindcă sau pe unul îl va urî și pe celălalt îl va iubi, sau de unul se va ține și pe celălalt îl va disprețui. Nu puteți să slujiți lui Dumnezeu și lui mamona. (Luca 16:13)

## Versetul 16
Legea și proorocii au fost până la Ioan; de atunci împărăția lui Dumnezeu se binevestește și fiecare se silește spre ea.
Nu există un verb în textul original grecesc: predicatul au fost este, în general, adăugat pentru ca propoziția să fie mai bine înțeleasă. Versiunea Standard Internațională a Bibliei menționează că legea și proorocii s-au împlinit cu Ioan. Noua Versiune Internațională a Bibliei spune că legea și proorocii au fost proclamați până la Ioan. Textul Evangheliei după Matei menționează:
Toți proorocii și Legea au proorocit (επροφητευσαν, eprophēteusan) până la Ioan.

## Pilda bogatului nemilostiv și a săracului Lazăr

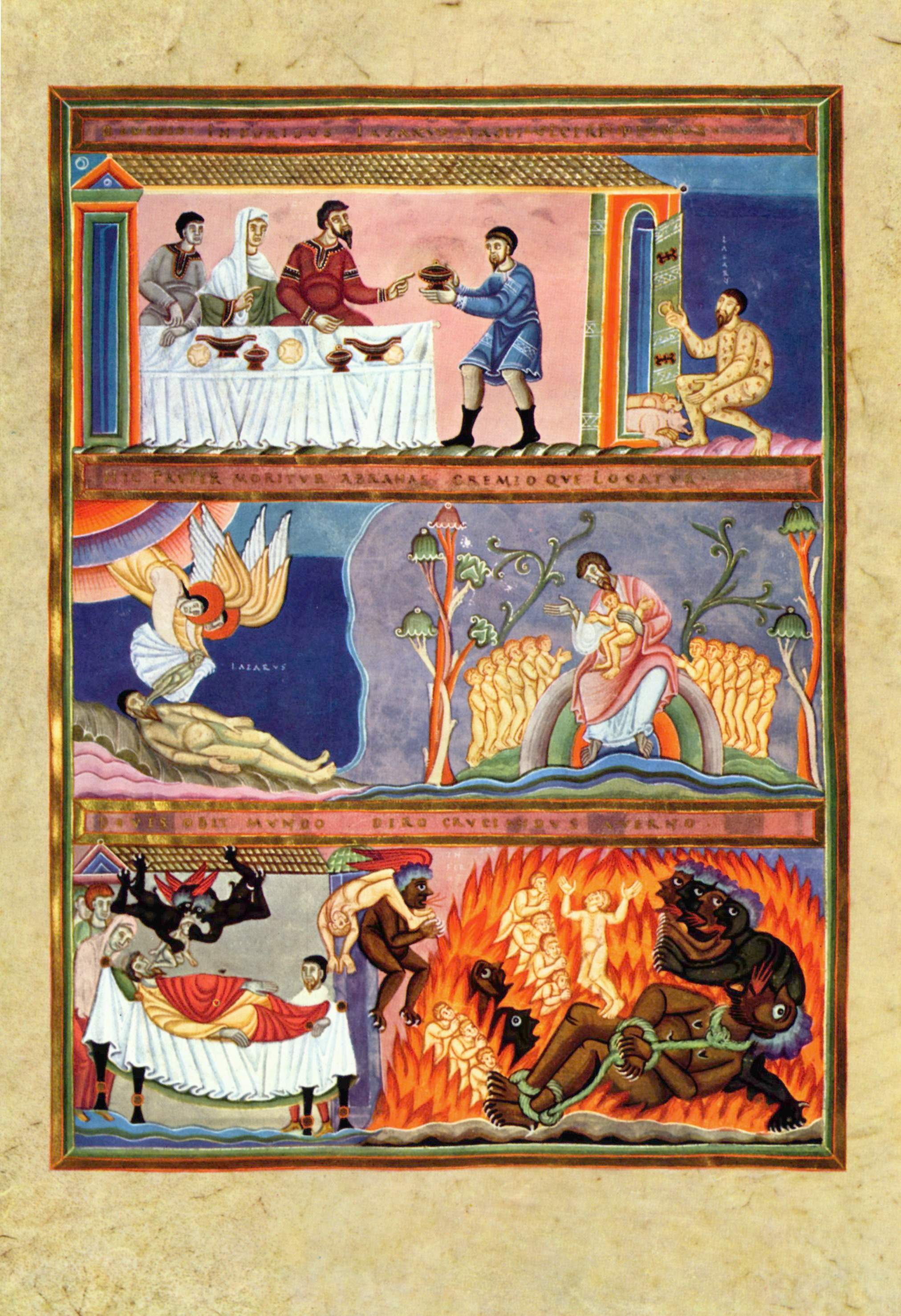
Săracul Lazăr și omul bogat, gravură din Codex Aureus din Echternach
Panoul de sus: Lazăr la ușa omului bogat
Panoul din mijloc: sufletul lui Lazăr este dus de doi îngeri în Rai; Lazăr în sânul lui Avraam
Panoul de jos: sufletul bogatului este dus de doi diavoli în Iad; bogatul este chinuit în infern

Pilda bogatului nemilostiv și a săracului Lazăr este o învățătură bine cunoscută care apare doar în Evanghelia după Luca (Luca 16: 19-31). Ea prezintă relația, în viață și în moarte, dintre un om bogat care nu este numit și un sărac cerșetor pe nume Lazăr. Unele texte religioase tradiționale îl numesc pe omul bogat Dives, dar acesta nu este de fapt un nume, ci un cuvânt care înseamnă „om bogat” (dives în textul Bibliei Vulgata în limba latină). Bărbatului bogat i s-au dat, de asemenea, numele Neuēs (adică Ninive) și Fineas (adică Phineas)  în secolele al III-lea și al IV-lea.
Alături de pildele celor zece fecioare, a fiului risipitor și a bunului samaritean, ea a fost una dintre învățăturile cele mai frecvent reprezentate în arta medievală, posibil din cauza relatării vii a vieții de apoi.
Numele Lazăr, care este o formă latinizată a numelui ebraic Elazar (אלעזר, Elʿāzār, care înseamnă „Dumnezeu este ajutorul meu”), aparține și personajului biblic Lazăr din Betania, care este subiectul unei minuni atribuite lui Isus în Evanghelia după Ioan (Ioan 11:1-46), în care Isus l-a înviat la patru zile după moartea sa.